# ورید اجوف فوقانی

۱. دهلیز راست
۲. دهلیز چپ
۳. بزرگ‌سیاهرگ بالایی
۴. آئورت
۵. سرخرگ ششی
۶. سیاهرگ ششی
۷. دریچه میترال (دولختی)
۸. دریچه آئورتی
۹. بطن چپ
۱۰. بطن راست
۱۱. بزرگ‌سیاهرگ پایینی
۱۲. دریچه سه‌لتی
۱۳. دریچه ششی

ورید اَجوَف فوقانی (به انگلیسی: Superior Vena Cava) (که در حیوانات بزرگ‌سیاهرگ پیشین نامیده می‌شود)، در بالای قلب قرار دارد و از به هم پیوستن سیاهرگ‌های بازویی‌سری چپ و راست تشکیل می‌شود که حامل خون برگشتی از سر و بازوها است.
ورید آزیگوس نیز به این سیاهرگ می‌ریزد. ورید اَجوَف فوقانی خون نیمه فوقانی بدن (به جز قلب) را به دهلیز راست منتقل می‌کند.

## آناتومی
ورید اَجوَف فوقانی (SVC) از سطح تحتانی نخستین ناحیه غضروفی-دنده ای راست شروع شده و به صورت عمودی از پشت سطوح بین دنده ای دوم و سوم در سطح غضروفی-دنده ای سوم وارد دهلیز راست می‌گردد. در نیمه تحتانی توسط بافت فیبروی پریکاردیوم پوشیده می‌شود.

## تنوع آناتومی
تغییرات آناتومیکی معروف به ورید اجوف فوقانی چپ مداوم در کمتر از 0.5٪ از جمعیت عمومی یافت می شود، اما بروز آن در افراد مبتلا به بیماری مادرزادی قلبی به 10٪ افزایش می یابد. در این موارد، ورید اجوف فوقانی راست ممکن است طبیعی، کوچک یا وجود نداشته باشد و ممکن است با یک ورید ارتباطی قدامی همراه باشد یا نباشد.

## اهمیت بالینی
انسداد ورید اجوف فوقانی وضعیتی است که در آن انسداد جزئی یا کامل ورید اجوف فوقانی وجود دارد که معمولاً ناشی از سرطانی مانند سرطان ریه، سرطان متاستاتیک یا لنفوم است. این انسداد می تواند باعث بزرگ شدن سیاهرگ های سر و گردن و همچنین علائمی مانند تنگی نفس، سرفه، درد قفسه سینه و مشکل در بلع شود. در برخی موارد، علامت پمبرتون ممکن است مثبت باشد. گزینه های درمانی شامل شیمی درمانی، رادیوتراپی و کورتیکواستروئیدها برای کاهش اثرات تومور و مدیریت علائم است.